# Saint-Christophe-en-Brionnais
Saint-Christophe-en-Brionnais település Franciaországban, Saône-et-Loire megyében. Lakosainak száma 513 fő (2022. január 1.). Saint-Christophe-en-Brionnais Oyé, Briant, Ligny-en-Brionnais, Saint-Julien-de-Jonzy, Vareilles és Vauban községekkel határos.

## Népesség
A település népessége az elmúlt években az alábbi módon változott:
| Lakosok száma | 518  | 520  | 539  | 527  | 525  | 532  | 532  | 524  | 513  |
|               | 2013 | 2015 | 2016 | 2017 | 2018 | 2019 | 2020 | 2021 | 2022 |